# Eric Garcetti

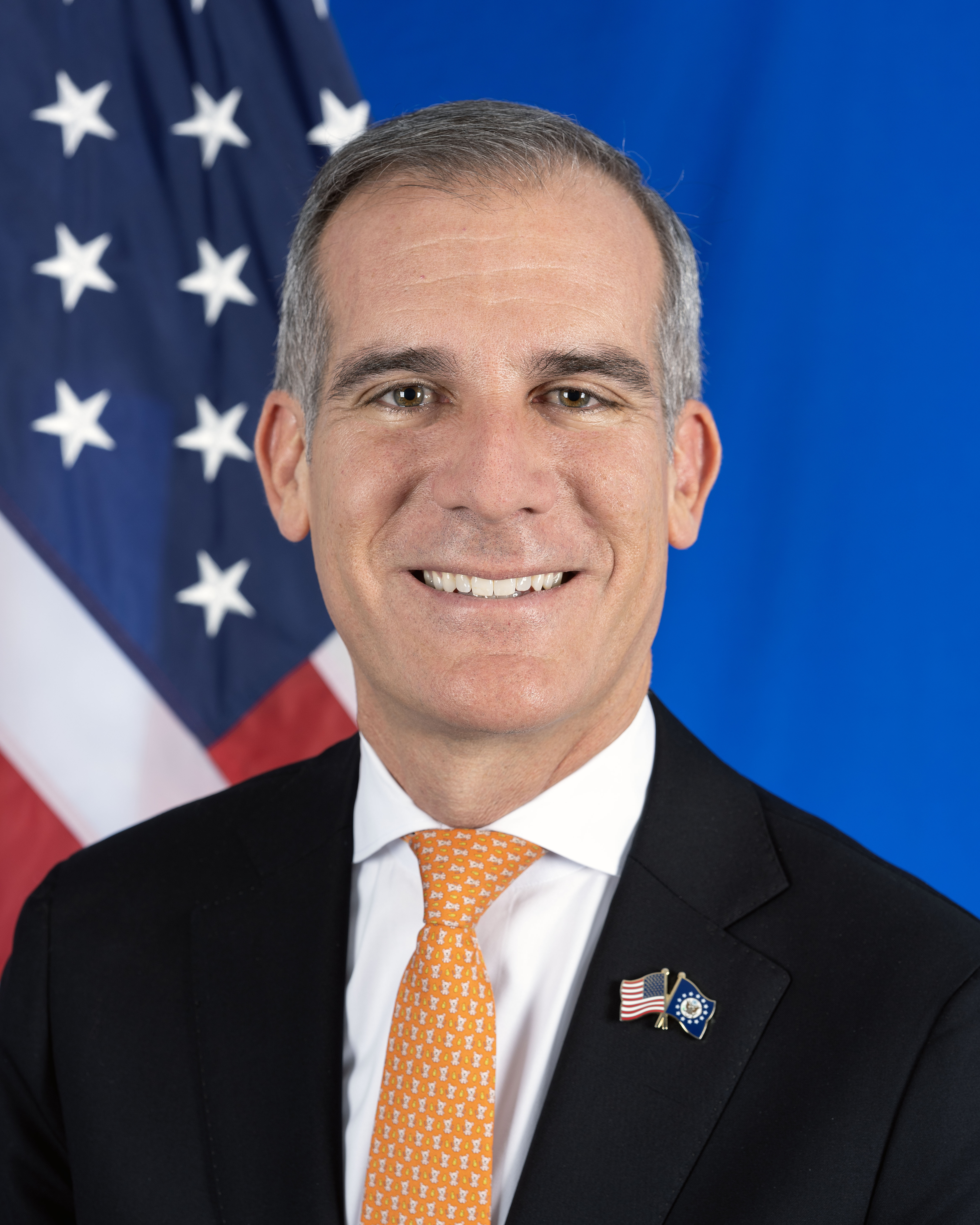
Eric Garcetti (2023)

Eric Michael Garcetti (* 4. Februar 1971 in Los Angeles, Kalifornien) ist ein US-amerikanischer Politiker und Diplomat. Er war von Juli 2013 bis Dezember 2022 Bürgermeister der Stadt Los Angeles. Seit Mai 2023 ist er Botschafter der USA in Indien. Er gehört der Demokratischen Partei an.

## Karriere

### Lehrtätigkeit und frühe politische Laufbahn
Vor seiner politischen Laufbahn unterrichtete Garcetti an der University of Southern California und war Assistenzprofessor für Diplomatie und internationale Beziehungen am Occidental College. Ab 2001 hatte Garcetti als Vertreter des 13. Wahlbezirks einen Sitz im Stadtrat von Los Angeles inne, 2006 wurde er zu dessen Vorsitzendem gewählt.

### Bürgermeister von Los Angeles

Eric Garcetti (2013) als Bürgermeister von Los Angeles

2011 gab er bekannt sich um die Nachfolge von Bürgermeister Antonio Villaraigosa, welcher nach zwei Amtszeiten nicht mehr kandidieren durfte, zu bemühen. In der ersten Wahlrunde im März 2013 erhielt Eric Garcetti mit knapp 33 % die relative Mehrheit, die im Mai folgende Stichwahl gewann er mit 54,9 % gegen seine Herausforderin Wendy Greuel (ebenfalls Demokratische Partei). Am 1. Juli 2013 trat Garcetti als jüngster Bürgermeister von Los Angeles seit über einem Jahrhundert das Amt an. Im März 2017 wurde er mit 81 % der Stimmen als Bürgermeister wiedergewählt.

### Botschafter in Indien
Garcetti wurde 2021 von Präsident Joe Biden für das Amt des US-Botschafters in Indien nominiert, aber seine Bestätigung durch den Senat wurde zunächst durch einzelne republikanische Senatoren blockiert. Am 3. Januar 2023 erneuerte Biden die Nominierung, die am 15. März 2023 vom Senat mit 52 gegen 42 Stimmen bestätigt wurde. Im Mai 2023 trat Garcetti seinen Botschafterposten an. Aufsehen erregte er mit einem Video über seine Tätigkeiten als Botschafter, das sich später als Fake herausstellte.

## Sonstiges
Garcetti spielte vor seiner tatsächlichen Wahl 2013 in zwei Folgen der Fernsehserie The Closer sowie in einer Folge von Major Crimes den Bürgermeister von Los Angeles.